# Francesco Maria Accinelli

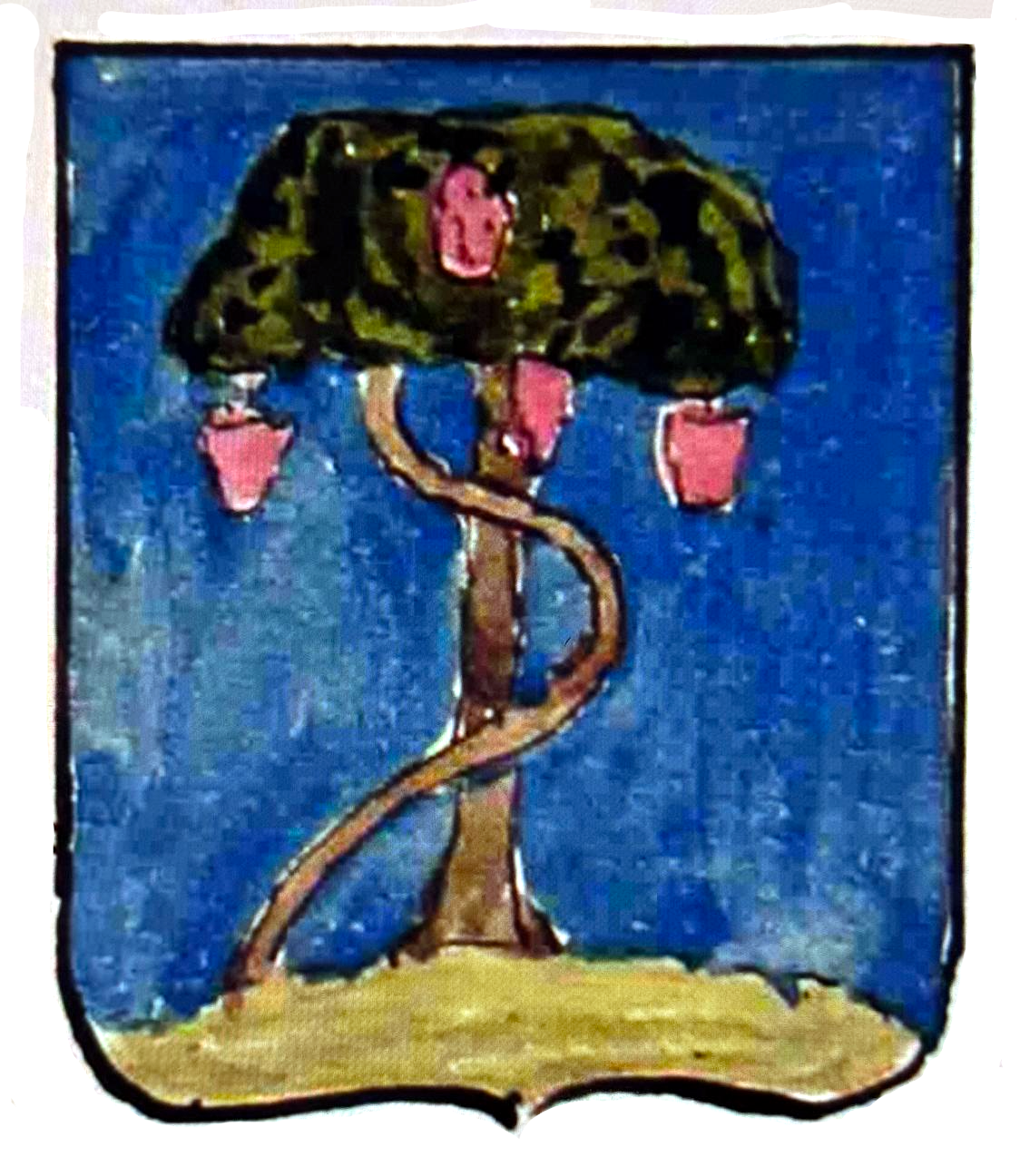
Stemma famiglia Accinelli nel 1750

Francesco Maria Accinelli (Genova, 23 aprile 1700 – Genova, 7 ottobre 1777) è stato uno storico, geografo e presbitero italiano.

## Biografia
Nato nel quartiere di Prè a Genova, dopo studi letterari venne ordinato sacerdote.
Durante la guerra di successione austriaca a Genova, partecipò alla rivolta di Genova del 5 dicembre 1746, e nel 1751 scrisse due pubblicazioni ostili ai Savoia e all'aristocrazia: "Compendio delle storie di Genova", e consecutivamente "Continuazione del Compendio". Di conseguenza, la Repubblica di Genova punì il Compendio “ad essere bruciato dal boia”. A quel tempo Accinelli era in esilio in Svizzera.

Nel 1732 fu incaricato per conto della città di Genova di compilare una mappa dell'isola di Corsica a scopo militare. La maggior parte della sua produzione è rimasta manoscritta. Parte di questi manoscritti possono essere reperiti presso la Biblioteca Civica Berio di Genova.

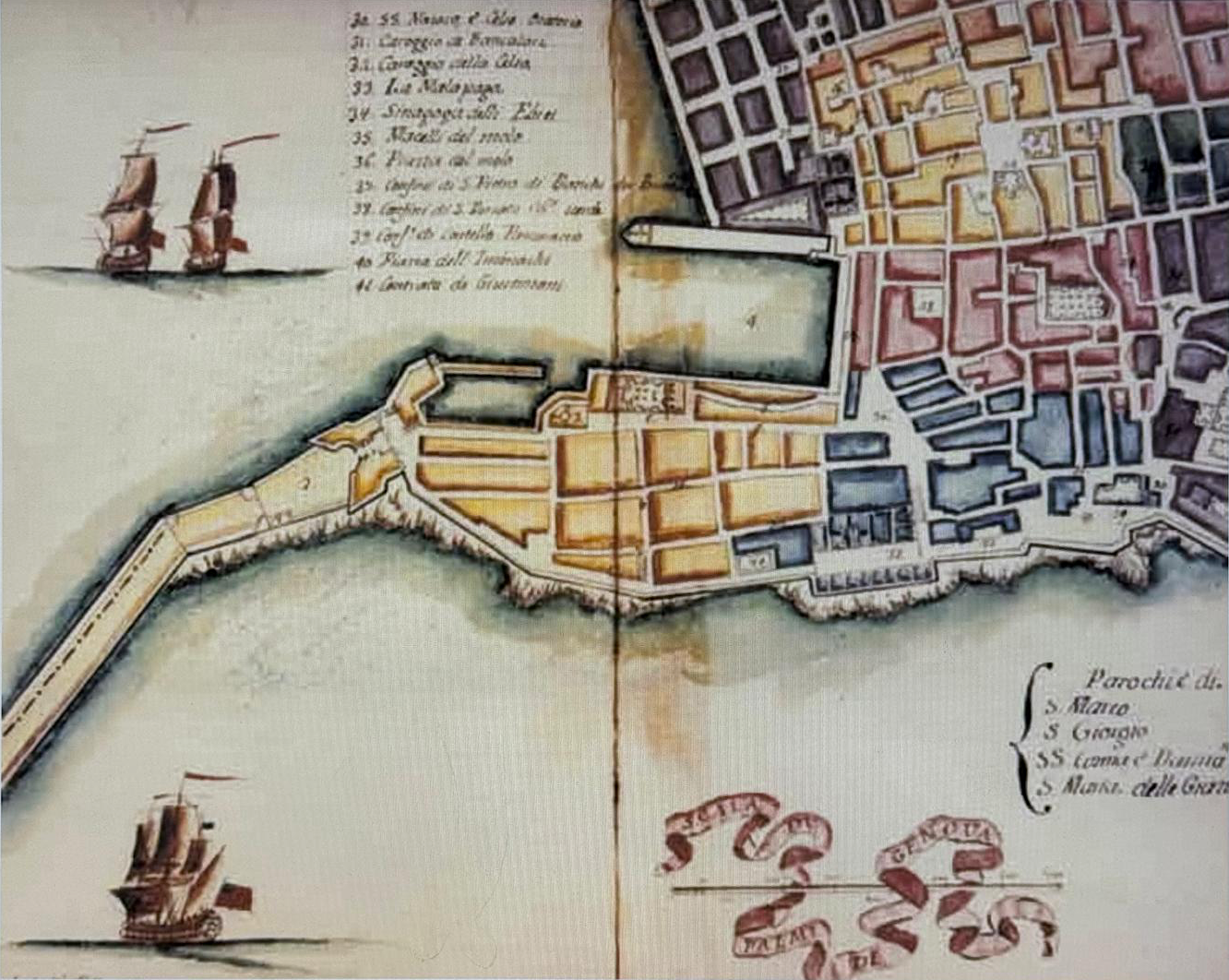
"Scala di palaci de Genova" – Francesco Maria Accinelli (1700–1777)

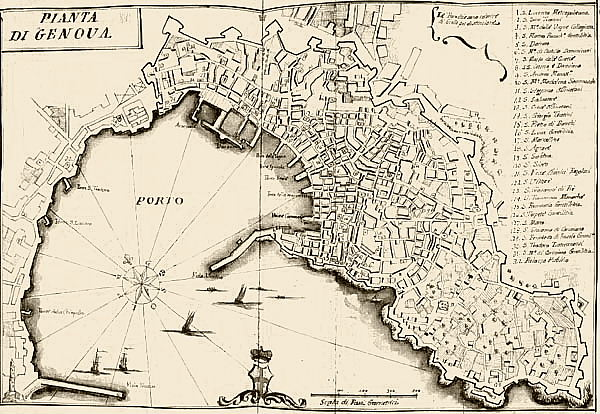
Mappa antica della città di Genova attribuita ad Accinelli.

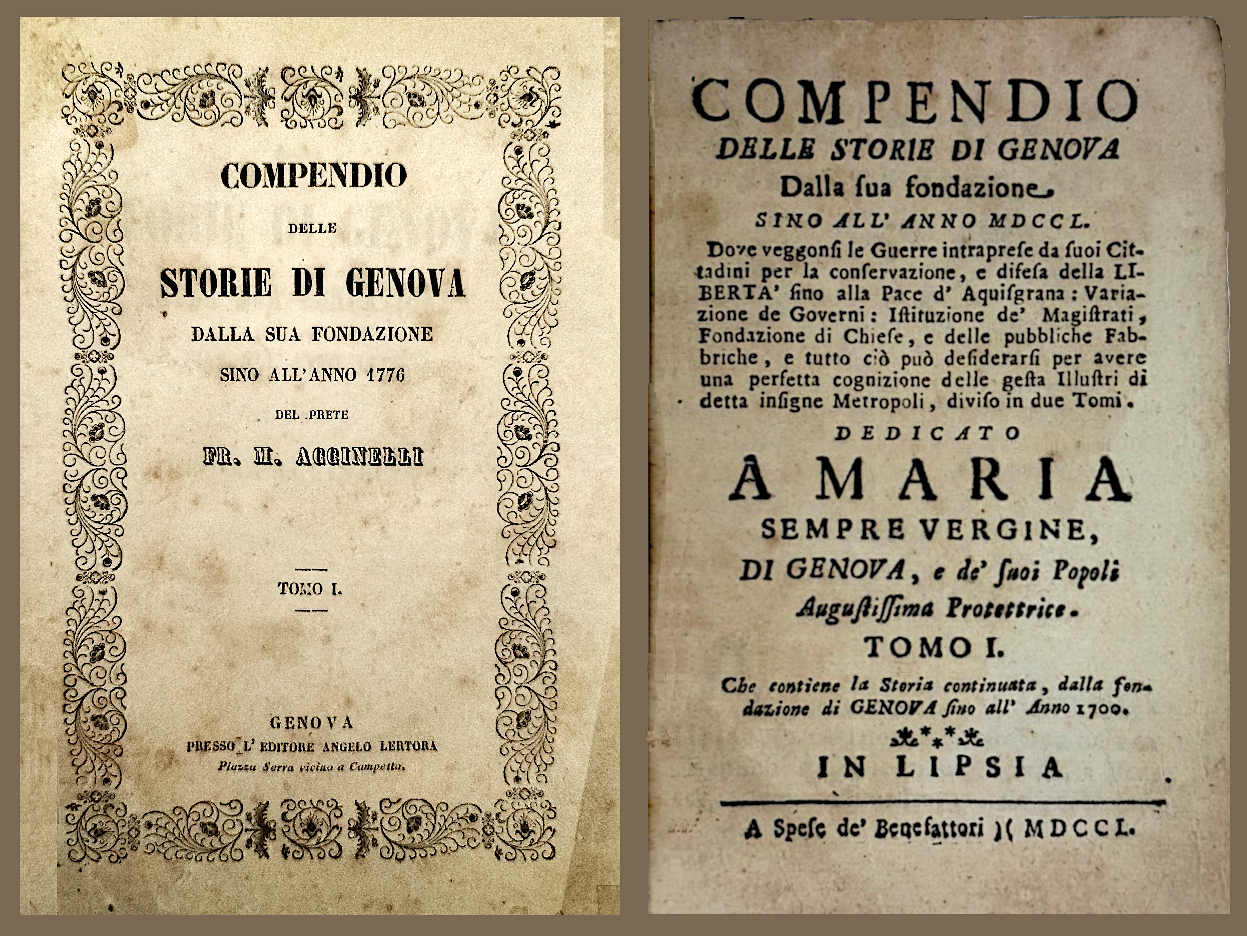
Compendio delle Storie di Genova, di Fco. Maria Accinelli. Con descrizione del contenuto del libro

È morto a Genova, nella casa di Vico Tacconi numero 17.

## Opere
- Memorie Istorico-Geogr.-Politiche della Corsica (1739).
- Carta dell'assedio di Genova dell'anno 1747.
- Compendio delle Storie di Genova dalla sua fondazione al 1750 (edizione 1750: vol. 1, vol. 2; edizione 1776: vol. 1, vol. 2).
- Dizionario ecclesiastico di Genova (1759).
- Cronaca dei Vescovi e Arcivescovi di Genova (1767)
- Notizie della Chiesa di Genova e sua Diocesi (1767)
- Stato presente della Metropolitana di Genova
- Storia di Corsica (1767).
- Atlante Ligustico (1771-1773).
- Liguria Sacra.
- Cronologia dei Dogi della Repubblica di Genova.
- Artifizio con cui il Governo Democratico passò all'Aristocratico (pubblicato nel 1798).